# Bassins
Bassins är en ort och kommun i distriktet Nyon i kantonen Vaud, Schweiz. Kommunen har 1 485 invånare (2023).